# Філіппово (Половинський округ)
Філі́ппово (рос. Филиппово) — присілок у складі Половинського округу Курганської області, Росія.
Населення — 224 особи (2010, 275 у 2002).
Національний склад станом на 2002 рік:
- росіяни — 69 %
- казахи — 27 %